# Ewa Greś
Ewa Greś (ur. 20 sierpnia 1975 w Gdyni, zm. 10 lutego 2020 w Warszawie) – polska aktorka teatralna.

## Życiorys
W 2002 ukończyła Studium Aktorskie przy Teatrze im. Stefana Jaracza w Olsztynie.
W latach 2003–2007 aktorka Teatru Miejskiego w Rzeszowie, a od 2007 Teatru Żydowskiego w Warszawie. Pochowana na cmentarzu komunalnym w Sopocie (kwatera N1-F-15).

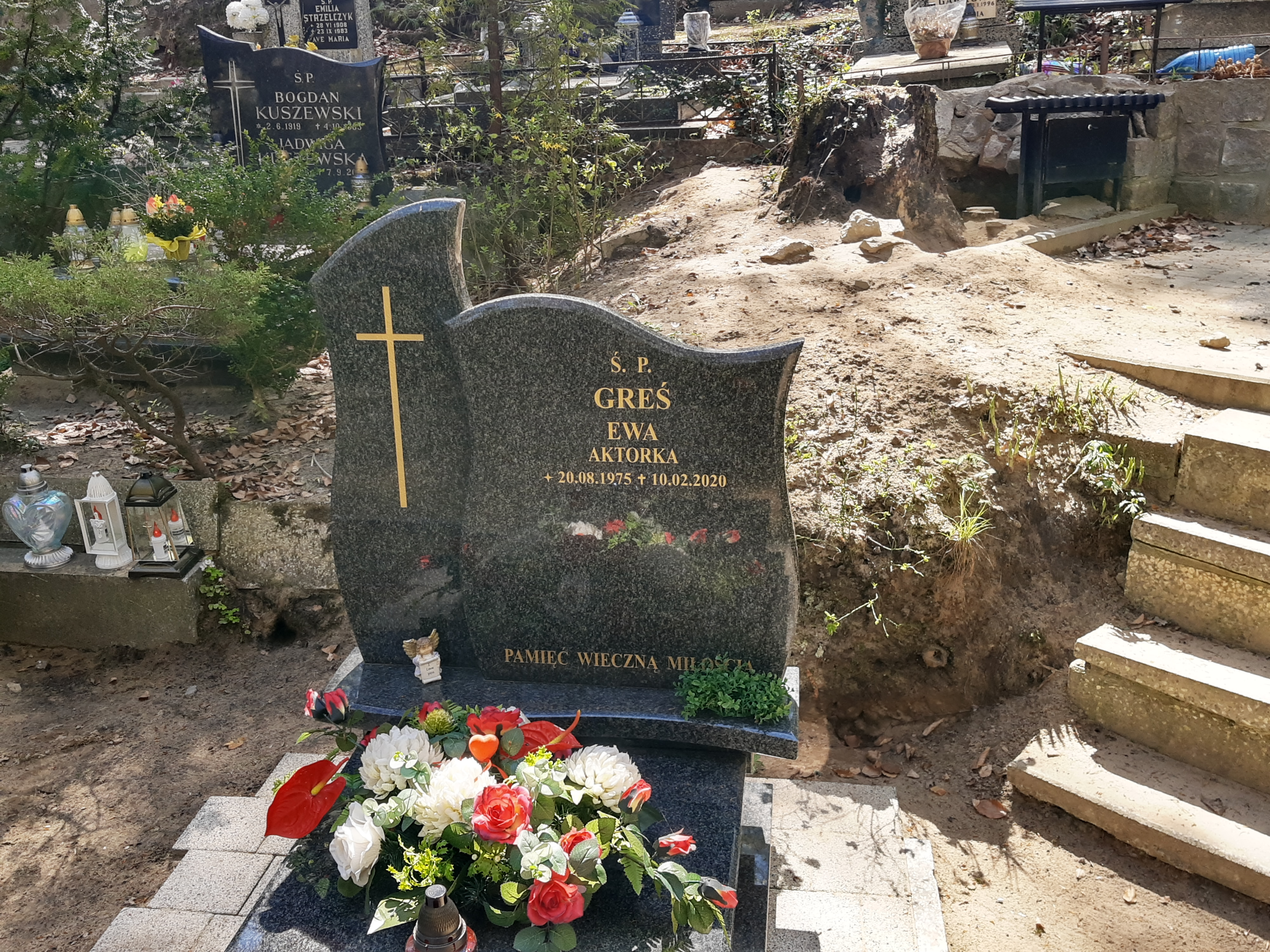
Grób Ewy Greś na cmentarzu komunalnym w Sopocie

## Kariera
| Aktorka teatralna Teatr Żydowski w Warszawie - 2008: W nocy na starym rynku. Gorączka jesiennej nocy - 2006: Tradycja Teatr Popularny w Warszawie - 2007: Moralność pani Dulskiej Teatr Miejski w Rzeszowie - 2007: Moralność pani Dulskiej - 2006: Matka Courage i jej dzieci - 2006: Poskromienie złośnicy - 2005: Alicja w Krainie Czarów - 2005: Pamiętnik narkomanki - 2004: Cafe Sax - 2004: Kartoteka - 2004: Tajemniczy ogród - 2004: Mieszczanin szlachcicem Teatr im. Jaracza w Olsztynie - 2001: Zbrodnie serca - 2000: Płonąca kukła | Aktorka filmowa - 2001: Raport - 2016: Na Wspólnej (serial tv, odc. 2320) |